# レジナルド・ジョセフ・ミッチェル

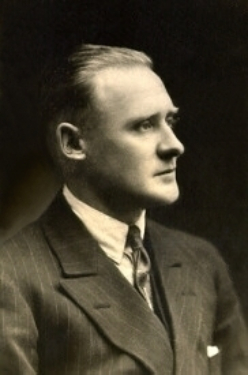
レジナルド・ジョセフ・ミッチェル

レジナルド・ジョセフ・ミッチェル（Reginald Joseph Mitchell, CBE, FRAeS, 1895年5月20日 - 1937年6月11日）は、イギリスの航空技術者。スピットファイアを設計したことで知られる。

## 来歴・人物
スタッフォードシャー生まれ。1912年、高校卒業後、蒸気機関車製造会社に技師見習いとして就職。1917年にスーパーマリン社に入社。社内ですぐに頭角を現し、主任設計士となる。第一次世界大戦後はウォーラス等の飛行艇も手掛け、1920年から1936年の間に24機種もの航空機の設計を行った。特にシュナイダー・トロフィー・レース用の高速水上機の設計・開発を行い、Sシリーズ（S.5、S.6、S.6B）でレースの3連覇を達成し、祖国にトロフィーの永久保持権をもたらしたことで功績を称えられ、1931年12月29日に大英帝国勲章を授与された。
1933年8月、直腸癌を発病し、人工肛門の手術を受ける。しかし、ドイツでナチスの台頭に危機感を覚えたこと、そしてスーパーマリン社初の主力戦闘機の座を勝ち取るため、病をおして設計を続け、1936年にタイプ300の社内名称で呼ばれた機体が良好な結果を出して初飛行に成功、イギリス空軍に採用され、「スピットファイア」と命名された。しかし、彼自身はスピットファイア（癇癪女）という名称を馬鹿げていると思い、気に入らなかったという。
1937年初頭、癌が再発したことにより、設計士の職を退き、一時はウィーンに渡ってアメリカの財団が運営する病院で治療を続けるなどしたが、スピットファイアの量産第1号機の完成を見ることなく6月に死去した。以降の同機の改良は同僚のジョセフ・スミスに引き継がれた。
死後救国の士として讃えられ、1942年にレスリー・ハワード監督・主演による伝記映画『迎撃戦闘機スピットファイア』が作られた。